# Nordische Skiweltmeisterschaften 1938
Die 15. Nordischen Skiweltmeisterschaften fanden vom 25. bis 28. Februar 1938 in Lahti statt. Die finnische Stadt war somit zum zweiten Mal Austragungsort dieser WM.

## Medaillen

### Erfolgreiche Nationen
In ihrem Heimatland waren die finnischen Athleten mit drei Goldmedaillen die erfolgreichsten Sportler. Dahinter folgten die Norweger, die beide restlichen Goldmedaillen errangen. Schweden – bei den Weltmeisterschaften im Vorjahr medaillenleer ausgegangen – gewann jetzt zwei Silberund eine Bronzemedaille. Einziges nicht-skandinavisches Land mit einer Medaille war diesmal Polen mit Silber im Skispringen für Stanisław Marusarz.

### Medaillenspiegel
| Platz | Nation   | Gold | Silber | Bronze | Gesamt |
| ----- | -------- | ---- | ------ | ------ | ------ |
| 01    | Finnland | 3    | 1      | 1      | 5      |
| 02    | Norwegen | 2    | 1      | 3      | 6      |
| 03    | Schweden | 0    | 2      | 1      | 3      |
| 04    | Polen    | 0    | 1      | 0      | 1      |

| Platz | Sportler           | Gold | Silber | Bronze | Gesamt |
| ----- | ------------------ | ---- | ------ | ------ | ------ |
| 01    | Pauli Pitkänen     | 2    | 0      | 0      | 2      |
| 02    | Kalle Jalkanen     | 1    | 0      | 1      | 2      |
| 03    | Olaf Hoffsbakken   | 1    | 0      | 0      | 1      |
| 03    | Asbjørn Ruud       | 1    | 0      | 0      | 1      |
| 03    | Jussi Kurikkala    | 1    | 0      | 0      | 1      |
| 03    | Martti Lauronen    | 1    | 0      | 0      | 1      |
| 03    | Klaes Karppinen    | 1    | 0      | 0      | 1      |
| 08    | Lars Bergendahl    | -    | 1      | -      | 1      |
| 09    | John Westbergh     | 0    | 1      | 0      | 1      |
| 09    | Alfred Dahlqvist   | 0    | 1      | 0      | 1      |
| 09    | Alvar Rantalahti   | 0    | 1      | 0      | 1      |
| 09    | Stanisław Marusarz | 0    | 1      | 0      | 1      |
| 09    | Ragnar Ringstad    | 0    | 1      | 0      | 1      |
| 09    | Olav Økern         | 0    | 1      | 0      | 1      |
| 09    | Arne Larsen        | 0    | 1      | 0      | 1      |
| 016   | Hans Vinjarengen   | 0    | 0      | 1      | 1      |
| 016   | Hilmar Myhra       | 0    | 0      | 1      | 1      |
| 016   | Sven Hansson       | 0    | 0      | 1      | 1      |
| 016   | Donald Johansson   | 0    | 0      | 1      | 1      |
| 016   | Sigurd Nilsson     | 0    | 0      | 1      | 1      |
| 016   | Martin Matsbo      | 0    | 0      | 1      | 1      |

## Resultate Skilanglauf Männer
Detaillierte Ergebnisse

### Skilanglauf 18 km
| Platz | Sportler         | Land     | Zeit      |
| ----- | ---------------- | -------- | --------- |
| 1     | Pauli Pitkänen   | Finnland | 1:09:37 h |
| 2     | Alfred Dahlqvist | Schweden | 1:10:02 h |
| 3     | Kalle Jalkanen   | Finnland | 1:10:56 h |
| 4     | Martin Matsbo    | Schweden | 1:11:03 h |
| 5     | Martti Lauronen  | Finnland | 1:11:19 h |
| 6     | Juho Kurikkala   | Finnland | 1:11:26 h |
| 7     | Carl Pahlin      | Schweden | 1:11:33 h |
| 8     | Olaf Hoffsbakken | Norwegen | 1:11:36 h |
| 9     | Lars Back        | Schweden | 1:12:01 h |
| 10    | Pekka Niemi      | Finnland | 1:12:07 h |

Datum: Samstag, 26. Februar 1938
Teilnehmer: 213 genannt; 188 gestartet; 187 gewertet

### Dauerlauf 50 km
| Platz | Sportler         | Land     | Zeit      |
| ----- | ---------------- | -------- | --------- |
| 1     | Kalle Jalkanen   | Finnland | 4:06:09 h |
| 2     | Alvar Rantalahti | Finnland | 4:10:44 h |
| 3     | Lars Bergendahl  | Norwegen | 4:10:54 h |
| 4     | Pekka Niemi      | Finnland | 4:14:08 h |
| 5     | Klaes Karppinen  | Finnland | 4:14:14 h |
| 6     | Toivo Tiainen    | Finnland | 4:16:43 h |
| 7     | Juho Kurikkala   | Finnland | 4:17:56 h |
| 8     | Sulo Nurmela     | Finnland | 4:18:07 h |
| 9     | Eero Markkanen   | Finnland | 4:18:56 h |
| 10    | Kalle Heikkinen  | Finnland | 4:23:17 h |

Datum: Montag, 28. Februar 1938

Der zweitplatzierte Alvar Rantalahti

Teilnehmer: 137 genannt; 99 gestartet; 62 gewertet

### 4 × 10 km Staffel
| Platz | Land            | Sportler                                                       | Zeit      |
| ----- | --------------- | -------------------------------------------------------------- | --------- |
| 1     | Finnland        | Jussi Kurikkala Martti Lauronen Pauli Pitkänen Klaes Karppinen | 2:38:42 h |
| 2     | Norwegen        | Ragnar Ringstad Olav Økern Arne Larsen Lars Bergendahl         | 2:42:30 h |
| 3     | Schweden        | Sven Hansson Donald Johansson Sigurd Nilsson Martin Matsbo     | 2:43:05 h |
| 4     | Schweiz         | Adolf Freiburghaus Adi Gamma Ernst Anderegg Eric Soguel        | 2:49:21 h |
| 5     | Deutsches Reich | Ernst Haberle Christian Merz Wilhelm Bogner Herbert Leupold    | 2:53:04 h |
| 6     | Italien         | Giulio Gerardi Gottfried Baur Alberto Jammaron Vinzenz Demetz  | 2:53:09 h |

Datum: Donnerstag, 24. Februar 1938

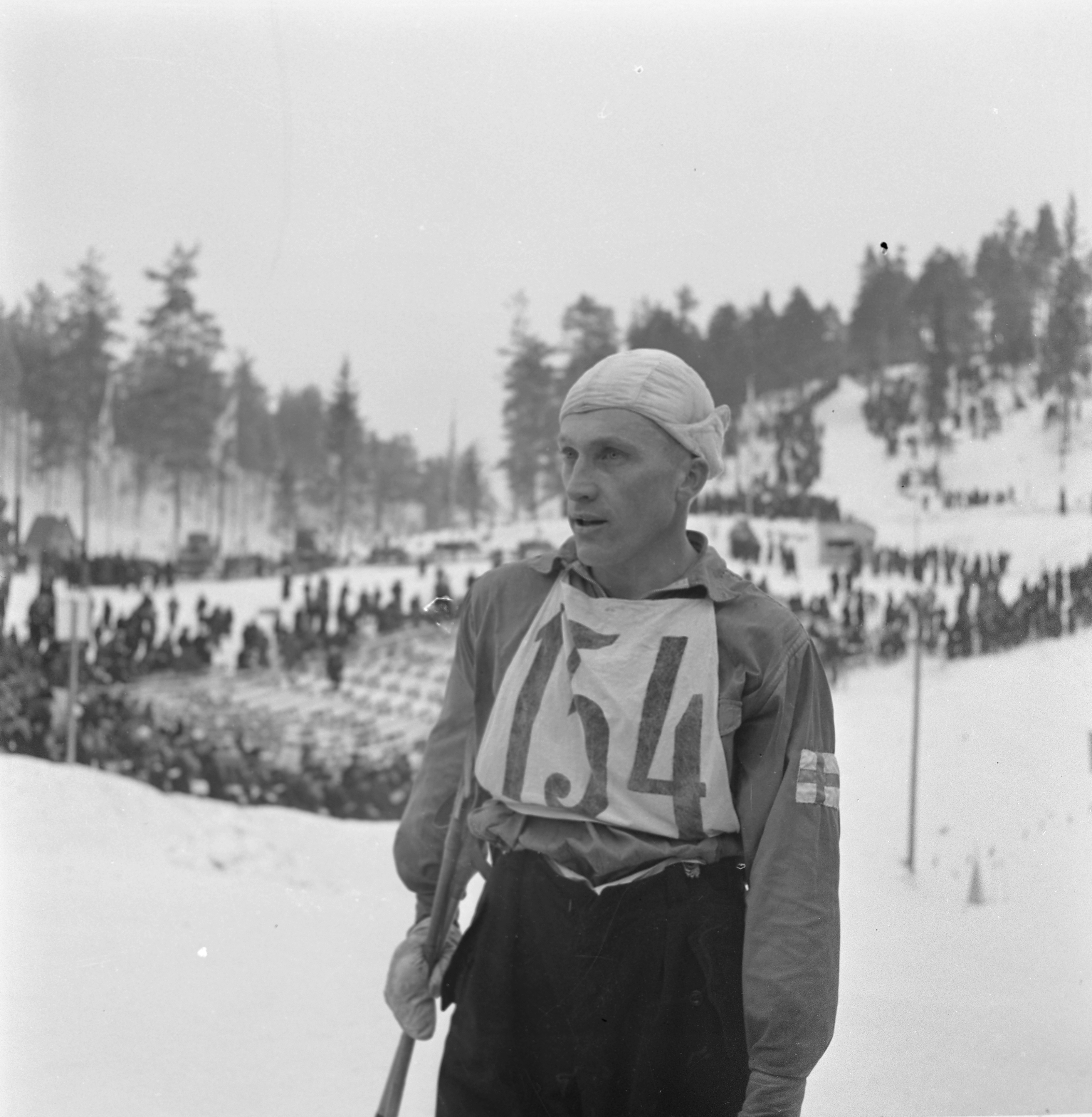
Zweiter Läufer der siegreichen finnischen Staffel war Martti Lauronen

Teilnehmer: 12 Mannschaften gemeldet; 11 gestartet; 11 gewertet
Österreich belegte mit der Mannschaft Hans Jamnig, Hans Obermann, Hugo Sonnweber und Rudolf Wöss hinter Polen den neunten Rang. Dahinter folgten die Staffeln aus Estland und Lettland.

## Resultat Skispringen Männer
Detaillierte Ergebnisse

### Normalschanze
| Platz | Sportler             | Land       | Weite 1 | Weite 2 | Note  |
| ----- | -------------------- | ---------- | ------- | ------- | ----- |
| 1     | Asbjørn Ruud         | Norwegen   | 63,5 m  | 64,0 m  | 226,4 |
| 2     | Stanisław Marusarz   | Polen      | 66,0 m  | 67,0 m  | 226,1 |
| 3     | Hilmar Myhra         | Norwegen   | 66,0 m  | 64,5 m  | 225,0 |
| 4     | Josef Bradl          | Österreich | 65,0 m  | 65,5 m  | 221,4 |
| 5     | Reidar Andersen      | Norwegen   | 63,0 m  | 65,5 m  | 220,3 |
| 6     | Arnholdt Kongsgård   | Norwegen   | 63,0 m  | 64,5 m  | 218,9 |
| 7     | Kolbjørn Gulbrandsen | Norwegen   | 65,0 m  | 64,5 m  | 217,4 |
| 7     | Victor Clock         | Norwegen   | 62,5 m  | 65,0 m  | 217,4 |
| 9     | Väinö Tiihonen       | Finnland   | 61,5 m  | 63,5 m  | 217,1 |
| 10    | Masaji Iguro         | Japan      | 61,0 m  | 64,5 m  | 215,6 |

Datum: Sonntag, 27. Februar 1938
Sprungschanze: Salpausselkä-Schanze (K-70)
Teilnehmer: 98 genannt; 97 gestartet; 97 gewertet

## Resultat Nordische Kombination Männer
Detaillierte Ergebnisse

### Einzel (Großschanze / 18 km)
| Platz | Sportler             | Land     | Punkte |
| ----- | -------------------- | -------- | ------ |
| 1     | Olaf Hoffsbakken     | Norwegen | 432,60 |
| 2     | John Westbergh       | Schweden | 412,80 |
| 3     | Hans Vinjarengen     | Norwegen | 411,20 |
| 4     | Hans Hedjerson       | Schweden | 409,55 |
| 5     | Pentti Vesalainen    | Finnland | 408,13 |
| 6     | Olav Odden           | Norwegen | 408,00 |
| 7     | Torstein Skinnarland | Norwegen | 407,97 |
| 8     | Ola Bakken           | Norwegen | 407,56 |
| 9     | Niilo Nikunen        | Finnland | 404,50 |
| 10    | Timo Murama          | Finnland | 403,69 |

Datum:
Skilanglauf: Samstag, 26. Februar 1938
Sprunglauf: Sonntag, 27. Februar 1938
Austragungsorte: Skilanglauf: Lahti
Sprunglauf: Salpausselkä-Schanze
Teilnehmer: 54 gestartet; 52 gewertet